# Vladímir Pokonin
Vladímir Pokonin (en ruso: Владимир Александрович Поконин; Angarsk, 31 de diciembre de 1954-Sochi, 23 de febrero de 2016) fue un futbolista ruso que jugaba en la demarcación de delantero.

## Clubes
| Club                   | País  | Año         | Partidos | Goles |
| ---------------------- | ----- | ----------- | -------- | ----- |
| FC Angara Angarsk      | Rusia | 1971 - 1974 | 48       | 4     |
| FC Zvezda Irkutsk      | Rusia | 1974        | 1        | 0     |
| FC Sibir Novosibirsk   | Rusia | 1974 - 1977 | 38       | 22    |
| FC KUZBASS Kemerovo    | Rusia | 1977        | 9        | 1     |
| FC Angara Angarsk      | Rusia | 1977 - 1982 | 144      | 85    |
| FC Chernomorets Odessa | Rusia | 1982 - 1985 | 56       | 14    |
| FC Sibir Novosibirsk   | Rusia | 1986 - 1990 | 58       | 11    |
| FC Agan Raduzhny       | Rusia | 1991 - 1993 | 14       | 2     |